# 나잠 수
나잠 수 (본명: 나진수, 1984년 11월 7일 ~ )는 대한민국의 가수 및 음악 프로듀서 겸 오디오 엔지니어이다. 붕가붕가레코드에 소속되어 있다.

## 생애
인터뷰에 따르면 음악이 풍부한 환경에서 자라났다. 7살 때 아버지가 가져온 가정용 전자오르겐, 현재는 사망한 삼촌의 LP 덕분에 자연스럽게 음악을 접한 것이다. 접한 음악 중에서도 특히나 헤비메탈을 좋아했다.
고등학교 때 재미삼아 미디프로그램을 만지며 취미삼아 음악을 시작했다.
군 복무 시절 대학동기 김기조에게 붕가붕가레코드의 소식을 전해듣고서 전역 후 합류하겠다는 의사를 전했다. 사실 전공이 디자인인지라 자동차 디자인을 업으로 삼고자 했는데 자신이 참여한 장기하와 얼굴들이 성공하면서 목돈을 쥐게 되어 전공을 포기, 음악을 제대로 해보자 하는 결심을 하게 되었다.
군 복무 시절 휴가를 나와 붕가붕가레코드 회식자리에서 '뭔가 말도 안 되는 걸 해 보자', '가운데 멤버 하나는 누워있고, 뚱뚱한 멤버 하나가 하인들 데리고 나와 막 춤추고 하는 그런 밴드', 이런 콘셉트를 얘기하다 윤덕원이 술탄 오브 더 디스코라는 이름을 말하고, 이에 나잠 수가 결합하며 술탄은 결성되었다. 원래는 곡을 쓰기 위한 습작의 기회 내지는 이런저런 실험을 해보는 파일럿 같은 밴드였다. 눈뜨고코베인의 깜악귀가 소식을 듣고 게스트로 세우겠다 선포하여 첫 공연을 하였다.
헐거운 밴드였으나 1집이 나오고서부터 음악으로 뭔가 해볼 수 있겠구나 싶은 확신이 생겼다고 한다. 1집의 확신이 싱글 〈탱탱볼〉로 이어졌다.